# Mascara

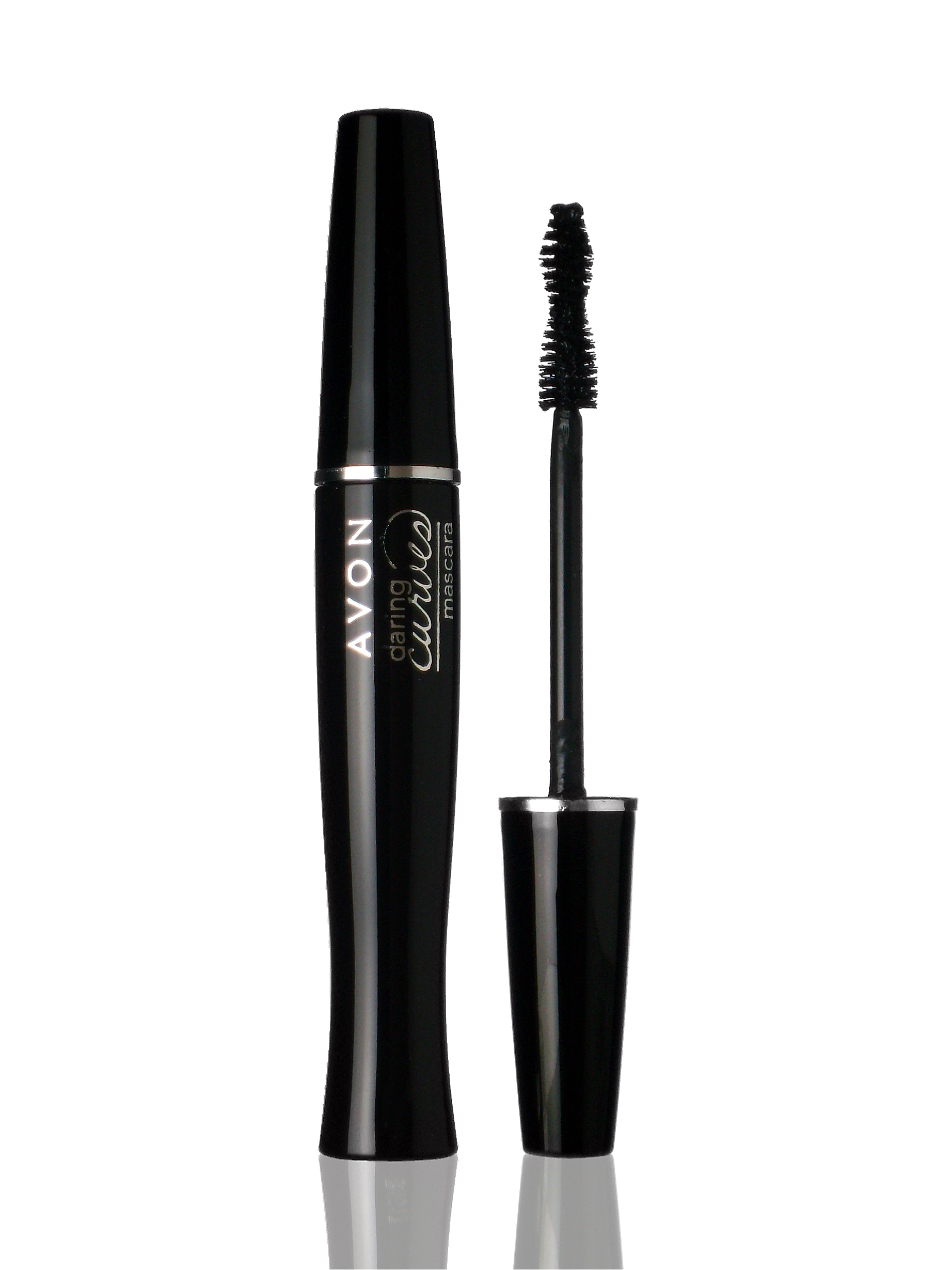
Một ống mascara và một que bôi

Mascara là một loại mỹ phẩm thường được sử dụng để làm nổi bật đôi mắt. Mascara có thể làm sẫm màu, tăng bề dày, kéo dài và/hoặc định hình hàng lông mi. Thông thường, một trong ba loại sản phẩm mascara hiện đại ở các dạng lỏng, bánh hoặc kem có công thức khác nhau; tuy nhiên, hầu hết đều chứa những thành phần cơ bản giống nhau như sắc tố, dầu, sáp và chất bảo quản.

## Định nghĩa
Từ điển tiếng Anh Collins định nghĩa mascara như sau "một chất mỹ phẩm làm sẫm màu, kéo dài, uốn cong, tô màu và tăng độ dày cho lông mi, bôi phết bằng bàn chải hoặc cây que". Từ điển tiếng Anh Oxford (OED) cho biết thêm mascara mà đôi khi cũng được sử dụng trên lông mày.
OED cũng nhắc đến mascaro từ các tác phẩm xuất bản vào những năm cuối thế kỷ 15. Năm 1886, quảng cáo Peck & Snyder Catalogue, "Mascaro hay mỹ phẩm dạng nước... để tô sẫm màu lông mày và ria mép mà không bôi trơn chúng và làm cho chúng nổi bật." Năm 1890, Từ điển Thế kỷ định nghĩa mascara là "một loại sơn sử dụng cho lông mày và lông mi của các diễn viên." Và trong năm 1894, N. Lynn khuyên trong Gợi ý thực hành của Lynn cho trang điểm, tô sẫm lông mi, vẽ bằng mascara, hoặc sơn đen, với một bàn chải nhỏ.

## Từ nguyên
Từ ngữ "mascara" chính xác xuất phát không rõ ràng, nhưng thường xuyên nhất được cho dựa trên từ máscara, trong tiếng Tây Ban Nha, nghĩa là ‘mặt nạ’ hay ‘vết bẩn’ và từ maschera, trong tiếng Italia, nghĩa là ‘mặt nạ’. Từ điển tiếng Anh Oxford cũng trích dẫn một định nghĩa tiếng Catalan thay thế mô tả vết bẩn màu bồ hóng hoặc đen, hoặc một định nghĩa gốc Bồ Đào Nha (từ máscara, trong tiếng Bồ Đào Nha, nghĩa là ‘mặt nạ’, nhưng một từ tương tự, mascarra, có nghĩa vết bẩn hoặc vết nhọ sẫm đen). Có những dẫn chứng thậm chí còn rõ rệt đối với một nguồn có khả năng từ maskharah hay ‘anh hề’, trong tiếng Ả Rập. Từ משקרות (MaSQROTh), trong tiếng Hebrew, liên quan đến đôi mắt của phụ nữ tìm được trong quyển Isaiah 3:16.
Luận thuyết Latin thỉnh thoảng sử dụng từ mascara khi đề cập đến phù thủy.

## Lịch sử

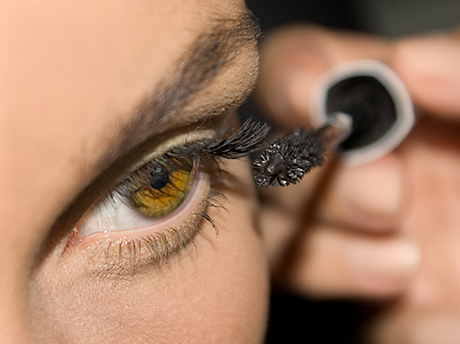
Chải chuốt mắt bằng mascara.

Trang điểm thẩm mỹ là một dạng văn hóa phổ quát và mascara có thể được ghi chép thành tài liệu vào thời Ai Cập cổ đại. Ghi chép từ khoảng 4000 trước Công nguyên nhắc đến loại phấn kohl được dùng để tô sẫm lông mi, mắt và lông mày. Phấn côn được dùng để che đôi mắt, cả đàn ông lẫn phụ nữ đều tin rằng chúng sẽ xua đuổi ma quỷ và bảo vệ linh hồn. Thành phần thường gồm galena; malachit; than gỗ hoặc bồ hóng, phân cá sấu; mật ong; nước được thêm vào để giữ phấn côn trơn chảy. Thông qua ảnh hưởng từ Ai Cập, tục sử dụng phấn côn tồn tại ở Babylon, Hy Lạp và đế quốc La Mã về sau. Khoảng 100 năm trước Công nguyên, người La Mã cổ đại đã sử dụng một hỗn hợp gồm tro cánh hoa hồng, hạt chà là, bồ hóng để đánh lên hàng mi. Sau khi đế chế La Mã sụp đỗ, phấn côn đã bị loại bỏ trên lục địa châu Âu, nơi mà chúng được xem là mỹ phẩm độc tôn; ngược lại, chúng vẫn tiếp tục được sử dụng rộng rãi ở Trung Đông cho mục đích tôn giáo. Năm 900 sau Công nguyên, một nhà văn Ba Tư tên là Ziryab đã thành lập một trường đào tạo nhan sắc chuyên về sử dụng mascara. Ở đây, người học sẽ được đào tạo kiến thức về mascara, như cách đánh mascara như thế nào cho đúng, hay cách tạo ra mascara làm sao.
Trang điểm bị xem là khó coi và thô kệch trong văn hóa phương Tây mãi cho đến thời kỳ Victoria. Vào thời kỳ Victoria, quan điểm xã hội chuyển giao triệt để cho việc quảng bá mỹ phẩm và được biết rằng phụ nữ dành phần lớn thời gian trong ngày bận rộn với chế độ làm đẹp. Những nỗ lực to lớn được thực hiện để tạo ra ảo giác về hàng lông mi dài, đậm. Cố gắng này, phụ nữ thời Victoria đã tạo ra một loại mascara trong nhà riêng của họ. Họ sẽ làm nóng hỗn hợp tro hoặc muội đèn và nước ép quả cơm cháy trên một tấm kim loại và chuốt hỗn hợp nóng lên lông mi.
Sản phẩm mà mọi người sẽ nhận ra như mascara ngày nay đã không phát triển cho đến thế kỷ thứ 19. Một nhà hóa học tên là Eugene Rimmel đã phát triển sản phẩm mascara hoàn chỉnh đầu tiên trên thế giới bằng cách sử dụng mỡ bôi trơn sáng chế mới. Hỗn hợp không độc hại này được chứa trong một chiếc hộp nhỏ kèm theo một bàn chải nhỏ giúp cho việc chải mi được thuận tiện và dễ dàng hơn. Đây là sản phẩm làm đẹp lông mi mang tính cách mạng cả về cách thức sử dụng lẫn công thức ít độc hại nhất và đã gây sốt trong thời gian đó. Tên gọi Rimmel đã trở thành từ đồng nghĩa với chất dịch và vẫn còn được dịch là "mascara" trong tiếng Bồ Đào Nha, Tây Ban Nha, Hy Lạp, Thổ Nhĩ Kỳ, Romania và tiếng Ba Tư ngày nay.
Trên khắp Đại Tây Dương và vào khoảng thời gian tương tự, năm 1913, một người đàn ông tên là T. L. Williams tạo ra một chất rất giống dành cho em gái ông, cô Maybel. Một ngày, Mabel phát hiện ra người yêu của cô đang ngoại tình với một người phụ nữ khác, cô vô cùng đau khổ vì ghen tuông. Mabel khóc rất nhiều, nước mắt khiến hai hàng mi ướt đẫm. Nhìn cảnh tượng đó, T.L Williams nảy ra ý tưởng trộn tro than vào vaseline cho cô em Mabel bôi lên mi. Sau đó, đôi mắt Mabel trở nên long lanh với hai hàng mi dày, đen bóng quyến rũ đã giúp cô giành lại người yêu và đám cưới của cô được tổ chức sau đó không lâu. Câu chuyện này cũng chính là khởi đầu cho sự ra đời của thương hiệu sản xuất mascara nổi tiếng sau này. Sau đó vào năm 1917, T.L. Williams bắt đầu một doanh nghiệp đặt hàng qua thư, phát triển sản phẩm để trở thành công ty Maybelline, bằng cách kết hợp tên em gái ông Mabel và Vaseline.
Mascara phát triển nhờ hai người đàn ông này bao gồm mỡ bôi trơn và than đá ở một tỷ lệ quy định. Không thể phủ nhận sự hỗn độn và một loại thay thế tốt hơn đã nhanh chóng phát triển. Một bàn chải ướt được cọ xát vào một bánh chứa xà phòng và thuốc nhuộm đen tỷ lệ ngang nhau và chải chuốt lên hàng mi. Tuy nhiên nó vô cùng hỗn độn. Không cải thiện nào đáng kể diễn ra cho đến năm 1957 với sự đổi mới của Helena Rubinstein.
Sự kiện hàng đầu để cải thiện của Rubinstein bắt đầu ở Paris vào những năm đầu thế kỷ 20. Ở đó, tại kinh đô thời trang thế giới, mascara đã nhanh chóng được phổ biến và sử dụng rộng rãi. Elizabeth Arden và Helena Rubinstein, hai nhân vật khổng lồ trong ngành thẩm mỹ Hoa Kỳ, theo dõi và giữ sát nhau sự phát triển của mascara. Sau chiến tranh thế giới thứ nhất, người tiêu dùng Mỹ trở nên háo hức với những sản phẩm mới. Ý thức cơ hội, cả Rubinstein và Arden ra mắt thương hiệu riêng của họ về mỹ phẩm bao gồm mascara. Thông qua nỗ lực của hai đối thủ này và tính công chúng, mascara cuối cùng đã giành được sự tôn trọng và ủng hộ trong xã hội Mỹ.
Phát minh chụp ảnh và hình ảnh chuyển động khởi xướng phổ biến mascara và sử dụng tiến xa hơn ở Mỹ. Hình ảnh chuyển động đặc biệt là quảng cáo một tiêu chuẩn mới của vẻ đẹp và sự hấp dẫn giới tính. Nữ diễn viên nổi tiếng của thời đại điện ảnh cổ điển, chẳng hạn như Theda Bara, Pola Negri, Clara Bow, Greta Garbo, Marlene Dietrich, Bette Davis và Jean Harlow, phụ thuộc rất nhiều vào mascara cho diện mạo được tán dương của họ, mà người phụ nữ trung lưu tìm cách bắt chước.:8–9,11–12
Năm 1933, một phụ nữ được biết đến trên hồ sơ tòa án là bà Brown đồng ý để lông mi của bà được nhuộm lâu dài.:20 Thật không may, sản phẩm, Lash Lure, sử dụng para-phenylenediamine, một loại hóa chất cực kỳ độc hại đối với cơ thể, như tác nhân nhuộm.:23 Tại thời điểm đó, mỹ phẩm đã không được Cục Quản lý dược phẩm liên bang kiểm soát và sự nguy hiểm của paraphenylenediamine chưa được biết đến. Trong vòng vài giờ điều trị, bà Brown đã bắt đầu có triệu chứng nghiêm trọng khi đôi mắt đau nhức và bỏng rát. Đến sáng hôm sau, mắt bà Brown đã tiến triển thành viêm loét rỉ ra và phồng rộp.:22 Sử dụng Lash Lure dẫn đến mù lòa ở bà Brown cùng 15 phụ nữ khác và cũng gây ra tử vong thêm nữa. Chỉ sau khi sự cố Lash Lure và vài sự cố khác giống như vậy, được ghi chép vào cuốn sách mang tên American Chamber of Horrors của Ruth deForest Lamb, Quốc hội đã cấp cho FDA quyền kiểm soát mỹ phẩm năm 1938.:24
Nhiều năm sau đó vào năm 1957, Rubinstein đã tạo ra một công thức mà tiến hóa mascara từ một chiếc bánh cứng thành một loại kem dạng thuốc xoa. Bà đóng gói mascara mới trong cái ống bán với một bàn chải. Để sử dụng, kem đã được vắt lên bàn chải và chải chuốt lên hàng mi. Mặc dù vẫn còn hỗn độn, đó là một bước tiến cho sản phẩm mascara hiện đại.
Ngay sau đó, một que xoi rãnh đã được cấp bằng sáng chế. Thiết bị này đính giữ một lượng mascara cho mỗi lần sử dụng. Sau đó, que xoi rãnh được biến đổi thành bàn chải tương tự như những mascara sử dụng ngày hôm nay. Sự thay đổi khi chải chuốt khiến việc sử dụng mascara dễ dàng hơn và tính phổ biến tăng lên.

## Thành phần
Nhu cầu tăng lên đối với mascara dẫn đến sự phát triển của nhiều công thức trên thị trường hiện nay. Mặc dù có nhiều biến thể, tất cả công thức đều chứa những yếu tố cơ bản giống nhau: sắc tố, dầu và sáp.
Sắc tố cho mascara màu đen tương tự như sắc tố mà người Ai Cập và phụ nữ thời Victoria sử dụng. Muội than, thay vì bồ hóng hoặc tro, được sử dụng. Hắc ín và dẫn xuất than đá bị FDA nghiêm cấm. Mascara màu nâu thường tạo màu bằng cách dùng oxit sắt mặc dù hợp chất cụ thể là duy nhất cho mỗi thương hiệu. Trong một số loại mascara, một sắc tố bổ sung lam sẫm được thêm vào.
Có rất nhiều sự trôi nổi và đa dạng trong các loại dầu được sử dụng. Các loại dầu khoáng, dầu lanh, dầu thầu dầu, dầu khuynh diệp, lanolin và dầu thông khác nhau có thể thường xuyên tìm ra nhất trong nhiều công thức. Dầu mè cũng thường được sử dụng.
Sáp thường có trong mascara là sáp parafin, sáp carnauba và sáp ong.
Hiệu ứng mong muốn của miêu tả mascara cho hầu hết biến thể thành phần. Tác dụng cơ bản nhất được xem xét là liệu rằng mascara sẽ chịu nước hay không. Mascara chịu nước có cơ sở chất dịch cự tuyệt nước, như dodecan. Mascara không thấm nước có thành phần cơ bản hòa tan trong nước. Mascara được thiết kế để kéo dài hoặc uốn cong lông mi thường chứa vi sợi nylon hoặc rayon. Ngoài ra, ceresin, chất gôm nhựa dính và methyl cellulose là thành phần thường xuyên bổ sung vào hoạt động như chất làm cứng.

## Huyền thoại đô thị về phân chim dơi
Một truyền thuyết đô thị đề cập đến việc sử dụng phân chim (guano) dơi như một trong những thành phần của mascara. Thực sự đó là guanine, không phải phân chim, được ủy quyền như một phụ gia màu trong mỹ phẩm do quy định của FDA và châu Âu, phải được chiết xuất từ vảy cá, không phân chim dơi.

## Chế xuất
Những thành phần được lựa chọn cũng dựa vào cách thức sản xuất mascara. Ngày hôm nay, có hai phương pháp sản xuất chính. Phương pháp đầu tiên được gọi là khan khô. Trong phương pháp này, tất cả các loại sáp, dầu và sắc tố được pha trộn, nung nóng, khuấy lắc đồng thời theo tỷ lệ công thức. Kết quả là một chất bán rắn, sẵn sàng được đặt vào ống nhỏ, đóng gói, vận chuyển và bán. Phương pháp khác sử dụng tên gọi là nhũ tương. Phương pháp nhũ tương cũng cho kết quả ra một chất bán rắn, nhưng hoạt tính rất khác. Trong phương pháp nhũ tương, nước và chất cô đặc được kết hợp lần đầu tiên. Riêng biệt, sáp và chất nhũ hoá được đun nóng. Sau đó sắc tố được thêm riêng vào cả hỗn hợp. Cuối cùng, tất cả được kết hợp thành một chất đồng hóa, hoạt động như một thiết bị khuấy tốc độ cao để trộn đều dầu, nước, sáp và thành phần chất nhũ hoá cự tuyệt nhau một cách tự nhiên.

## An toàn

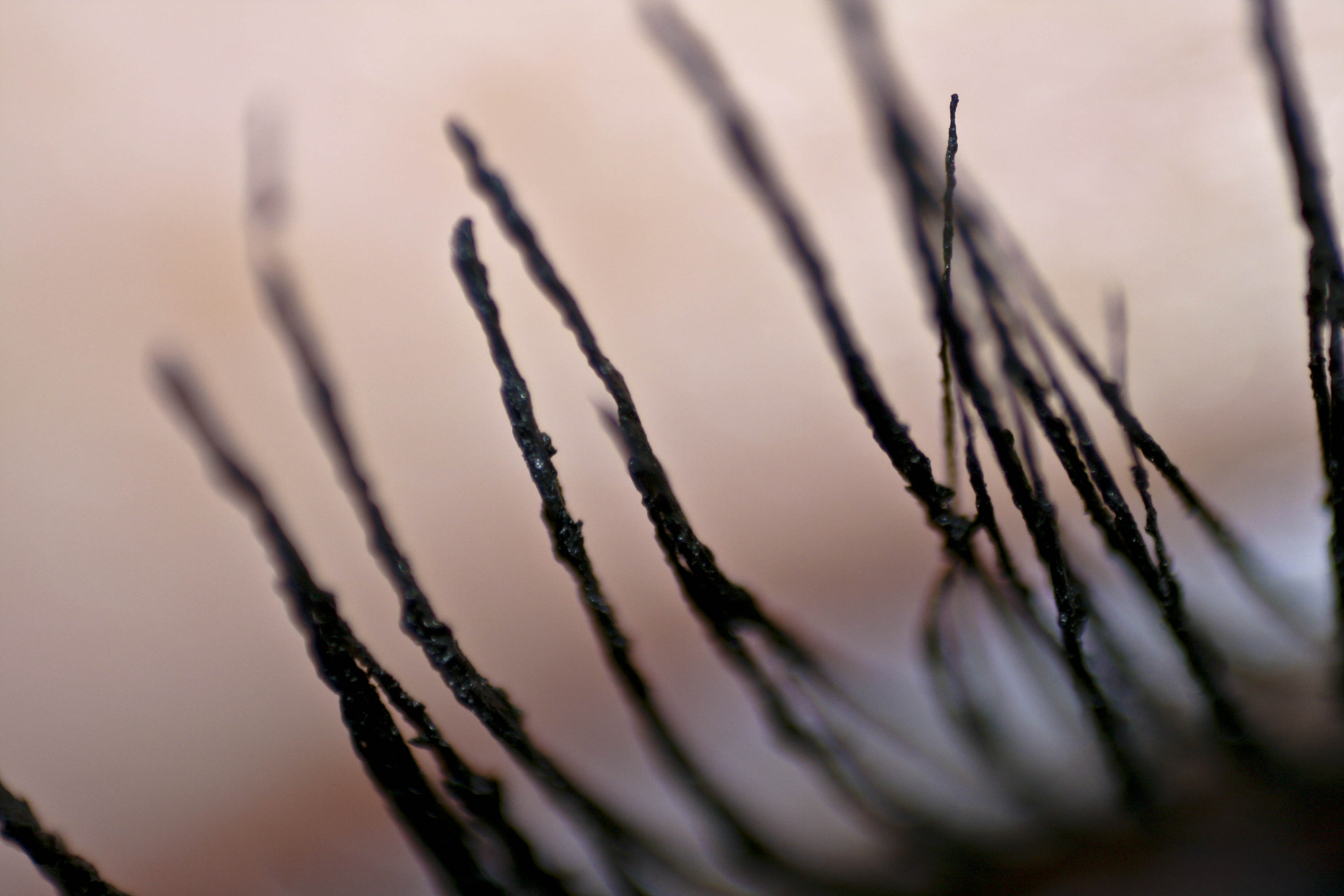
Lông mi phủ mascara

Bởi vì FDA quy định lỏng lẻo về mỹ phẩm, xem xét cho những thành phần, độ tuổi và cách sử dụng mascara được khuyến khích. Một chất được xét là mỹ phẩm nếu nó được sử dụng kết hợp với cơ thể theo cách không biến đổi cấu trúc cơ thể hoặc chức năng. Điều này để lại rất nhiều sự tự do cho ngành công nghiệp sắc đẹp trong công thức mỹ phẩm. Tất nhiên, một số hóa chất bị cấm rõ ràng kể cả trong mỹ phẩm. Chúng bao gồm những hợp chất biothional, chloroform, salicylanilides halogen hóa, hexachlorophene, methylene chloride, vinyl chloride và thủy ngân. Như một ngoại lệ, hợp chất thủy ngân có thể được sử dụng như một chất bảo quản trang điểm mắt và vì vậy đôi khi tìm được trong mascara.
Một số mối quan tâm cho vài lựa chọn thành phần riêng lẻ tìm được trong mascara từ khi chúng gây ung thư ở chuột và số khác được cho có độc tính cao với cơ thể con người hoặc dễ bay hơi. Mặc dù có những sự thật bối rối, chúng tồn tại với số lượng chi li trong mascara, sự hiện diện này không liên kết xác thực để ảnh hưởng xấu đến sức khỏe.
Sử dụng mascara đúng cách cần phải vứt bỏ ống và bàn chải sau ba tháng. Mascara cũng nên được xử lý nếu phát hiện có mùi khác, lạ, hoặc hăng nồng đặc biệt. Khó chịu và bất thường, nhưng mascara không có khả năng phát triển vi khuẩn. Bởi vì điều này và tính chất sử dụng, người sử dụng mascara có nguy cơ nhẹ về nhiễm trùng mắt hoặc viêm kết mạc, nhưng điều này hiếm.
Phổ biến hơn, phát triển thành lẹo, hay thường thậm chí, mí mắt sưng phồng. Lẹo và mí mắt sưng phồng được phân loại phổ quát như phản xạ dị ứng. Phản xạ dị ứng có thể bị kích thích bởi bất kỳ thành phần của mascara nhưng thường được gán cho methylparaben, bột nhôm, ceteareth-20, butylparaben hoặc benzyl alcohol.

## Tâm lý
Sử dụng mascara có thể giúp đỡ bắt chước neoteny, một diện mạo trẻ trung hay trẻ con mà được tin rằng có liên quan đến vẻ đẹp ở phụ nữ. Trong những nền văn hóa khác nhau, đặc điểm điển hình như má mềm mại như em bé, khuôn mặt tròn, làn da mềm mại, mắt to, mũi hếch và cằm ngắn — thường được xem như đặc điểm lý tưởng trên khuôn mặt phụ nữ. Mascara kéo dãn lông mi từ mép mắt tạo ra một ảo giác như hươu cái của đôi mắt rộng lớn hơn, mở to hơn. Đôi mắt mở to có thể liên quan đến tuổi xuân.